# Memecylon batekeanum
Memecylon batekeanum är en tvåhjärtbladig växtart som beskrevs av R.D. Stone och G.M. Walters. Memecylon batekeanum ingår i släktet Memecylon och familjen Melastomataceae. Inga underarter finns listade i Catalogue of Life.